# Original Six

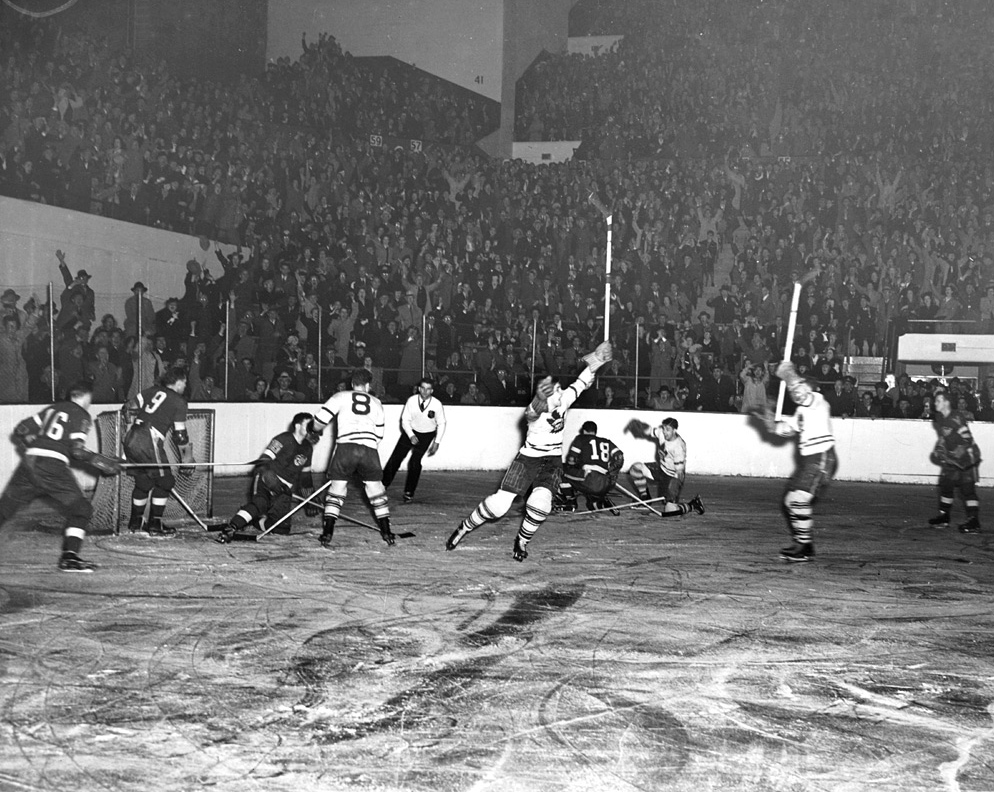
Toronto Maple Leafs mot Detroit Red Wings i Stanley Cup-finalen 1942

Original Six ("de sex ursprungliga") kallas de lag som medverkade i NHL under säsongerna 1942/1943 till 1966/1967.
Original Six består av:
|        | Lag                 | Ort                        | Arena                          | Stanley Cup-vinster (senaste vinsten) |
| ------ | ------------------- | -------------------------- | ------------------------------ | ------------------------------------- |
| USA    | Boston Bruins       | Boston, Massachusetts, USA | TD Garden (17 565)             | 6 (2010–2011)                         |
| USA    | Chicago Blackhawks  | Chicago, Illinois, USA     | United Center (22 428)         | 6 (2014–2015)                         |
| USA    | Detroit Red Wings   | Detroit, Michigan, USA     | Little Caesars Arena (19 515)  | 11 (2007–2008)                        |
| Kanada | Montreal Canadiens  | Montréal, Québec, Kanada   | Centre Bell (21 302)           | 24 (1992–1993)                        |
| USA    | New York Rangers    | New York, New York, USA    | Madison Square Garden (18 006) | 4 (1993–1994)                         |
| Kanada | Toronto Maple Leafs | Toronto, Ontario, Kanada   | Scotiabank Arena (20 270)      | 13 (1966–1967)                        |

Original Six är inte de sex första lagen som deltog i NHL, utan de sex lag som blev en konstant efter ett antal turbulenta år när lag skapades och försvann stabiliserades ligan i 25 år. 
Under denna period möttes de sex lagen i en serie där de fyra bästa gick till slutspel. Detta kritiserades för att göra det alltför enkelt att nå slutspelet.
I februari 1966 beslöt NHL att ligan måste expandera för att överleva och inför säsongen 1967/1968 tillkom Los Angeles Kings, Minnesota North Stars, Oakland Seals, Philadelphia Flyers, Pittsburgh Penguins samt St. Louis Blues. Därefter har ytterligare utökningar av ligan skett etappvis till dagens 32 lag. Flera lag har flyttats mellan olika städer över tiden. Alla Original Six-lag finns dock kvar än i dag. 